# Trosono
Trosono is een bestuurslaag in het regentschap Magetan van de provincie Oost-Java, Indonesië. Trosono telt 3404 inwoners (volkstelling 2010).